# プリットヴィー (ミサイル)
プリットヴィー（पृथ्वी Prithvi、サンスクリット語で「大地」の意味）は、インド統合誘導ミサイル開発計画 (IGMDP)の下でインドによって開発された短距離弾道ミサイル (SRBM)。プリットヴィーはインド初の独自開発された弾道ミサイルであった。1982年に国防研究開発機構に所長になったアブドゥル・カラームは、国産の誘導ミサイルの開発に専念。アグニミサイルおよびプリットヴィーミサイルの開発と運用の責任者となった。これにより、カラームは「インドのミサイル男」のニックネームを獲得した。

## 概要
プリットヴィーの開発は1983年に始まり、1988年2月25日に初めて発射実験された。最大射程150～300キロメートルの地対地ミサイルであるが、地対地および地対海上/海中用の派生型（Dhanush、ダヌス、弓の意）が存在する。プリットヴィーはソ連のS-75地対空ミサイルから派生した技術によって得られた推進力を持つと言われる。派生型は液体あるいは固体の推進燃料あるいは両方が利用できる。戦場ミサイルとして開発されたが、戦術核兵器として核弾頭を運ぶことができた。若干のバージョンがすでにインド陸軍のミサイル群に配備された。
プリットヴィーは3つの派生型が生産された。
- プリットヴィー1は1,000キログラムの弾頭を搭載でき、射程200キロメートル以上を達成。1994年にインド陸軍に配備された。液体燃料だけが使用できる。
- プリットヴィー2は主にインド空軍によって使用されているが、射程250キロメートルを達成。 これは固体燃料を使用すると言われる。1996年1月27日に初めて発射実験された。
- プリットヴィー3は2001年9月21日に実験された二段式である。第一段は16メートルトンフォース（157キロニュートン）を発揮する固体燃料のロケット推進モーターを使用する。第二段は液体燃料を使用する。ミサイルは350キロメートルの距離に1,000キログラムの弾頭、そして600キロメートルへ500キログラム、750キロメートルへ250キログラムの弾頭を到達させることができる。プリットヴィー3は海軍での使用を前提に開発された。もし報告が正確であるなら、プリットヴィー3はSRBMではなく中距離弾道ミサイル (MRBM) に分類されるべきかもしれない。

プリットヴィーシリーズの着弾精度(CEP)は約500メートルのオーダーである。最新の開発では、ミサイルの中にGPSを組み込むことで75メートル程度までCEPを減らすことができた。液体燃料が非常に揮発しやすく事故に陥りやすいために、原則的に液体燃料ベースのシステムはもう1つの問題である。また、ミサイルは発射の直前にのみ燃料を供給しなければならない。